# 崔珏 (祁州)
崔珏，字梦之，祁州人，出自清河崔氏的清河小房，晚唐诗人。《全唐诗》有对他的介绍：“尝寄家荆州，登大中进士第，由幕府拜秘书郎，为淇县令，有惠政，官至侍御。诗一卷。”與李商隱交誼甚厚，故有人稱其詩“分有義山余艷”。